# Gioco di ruolo dal vivo

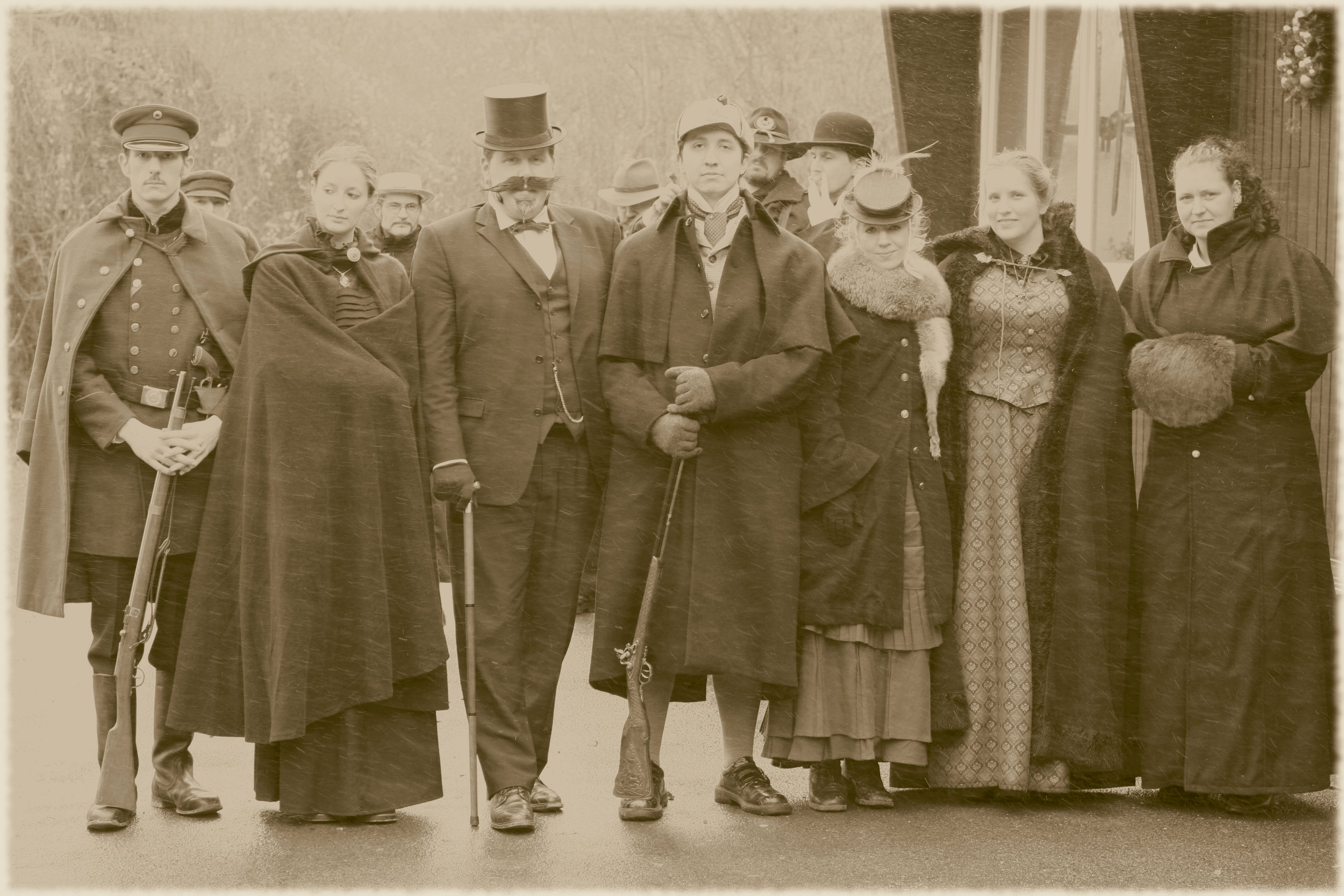
Un gruppo di partecipanti ad un gioco di ruolo dal vivo di ambientazione vittoriana nel 2006 (la foto è stata trattata digitalmente per apparire dell'epoca)

Il gioco di ruolo dal vivo (abbreviato in GRV, in inglese LARP, Live Action Role-Playing) è una forma di gioco di ruolo in cui i partecipanti interpretano fisicamente i personaggi con il proprio agire, rappresentando le situazioni fittizie nello spazio reale che li circonda. È comune, per accentuare l'immedesimazione, l'uso di costumi, equipaggiamento e scenografie a tema con l'ambientazione del gioco, sia essa storica o di pura fantasia. Si può considerare un'attività ludica di forma teatrale e individuarvi un genere artistico nel campo del teatro ludico (anche se è opportuno sottolineare che di norma il gioco di ruolo dal vivo non prevede un pubblico ed è a esclusivo uso e consumo dei partecipanti).

## La logica di funzionamento
Nel gioco di ruolo dal vivo ogni partecipante interpreta il ruolo di un personaggio in un mondo o situazione immaginaria ma, a differenza del gioco di ruolo tradizionale, le azioni non vengono solo descritte ma devono essere rappresentate fisicamente. I giocatori sono generalmente in costume e dispongono di un'attrezzatura adeguata alla parte.
Ogni azione e conseguente reazione, quando questo è possibile, viene rappresentata realisticamente, oppure mimata o semplicemente raccontata (come nel gioco di ruolo da tavolo) quando si tratti di eventi eccezionali, non rappresentabili o imprevisti (questa modalità tuttavia è un residuo del gioco di ruolo da tavolo che va scomparendo, per lasciare sempre maggiore spazio alla rappresentazione scenica).
Un duello o una battaglia possono, ad esempio, essere rappresentati in maniera realistica, inscenando una vera e propria lotta (senza dimenticare, com'è ovvio, le regole di sicurezza, che ogni gruppo stabilisce più o meno rigidamente), durante la quale verranno utilizzate ricostruzioni di armi e/o coreografie marziali. In altri casi il medesimo duello potrà essere semplicemente mimato, corredandolo delle dichiarazioni dei giocatori (esempio: "Ti colpisco con un calcio sbattendoti contro il muro!"). In certi casi tuttavia si può rendere necessaria la semplice narrazione dell'avvenimento, come nel caso di incantesimi e ricorso alle arti magiche in generale (esempio: "Dalle mie mani scaturisce una fenice di fuoco, che va colpirti in pieno petto, per poi avvolgerti completamente.").

## Gioco di ruolo e "rappresentazione teatrale"
Il gioco di ruolo dal vivo condivide dunque molte caratteristiche con la recitazione teatrale. Si può paragonare questo tipo di attività ad una "improvvisazione ludica": i giocatori/attori hanno un canovaccio, costituito dal background del proprio personaggio, dai suoi obiettivi e dalle sue caratteristiche; devono rispettare alcune regole ma ignorano la maggior parte degli obiettivi e delle caratteristiche dei personaggi altrui.
Il regista della situazione è il "master" o "narratore"; esso o essi dirigono il gioco ma, a differenza di un regista teatrale, si limiteranno ad osservare, rispondendo alle domande dei giocatori e garantendo lo svolgimento del gioco, senza interferire nelle decisioni individuali dei giocatori. Il master talvolta interpreta, a sua volta, il ruolo di un personaggio, in genere marginale (dato che deve potersi muovere sul terreno di gioco e assentarsi spesso). In altri casi il Master può interpretare, all'opposto, un personaggio cardine che fa ruotare attorno a sé la macchina del gioco e dà il via agli eventi. Egli può anche prendere il posto di volta in volta di un personaggio differente (come, ad esempio, dei negozianti di una cittadina).

## Tipologie di regole

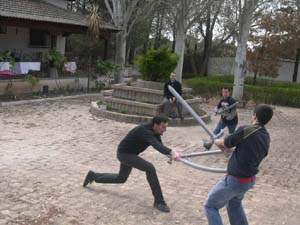
Combattimento simulato con armi in gommapiuma

Ogni gioco di ruolo dal vivo ha il proprio sistema di rappresentazione e le proprie convenzioni, pensati per poter trasporre le caratteristiche del gioco di ruolo di riferimento nella realtà. Generalmente si definisce live la singola sessione di una "cronaca" di gioco. Una "cronaca" o "campagna" è una storia che si svolge nel setting e nel periodo in cui un gruppo di giocatori e master la ambientano.

Attraverso un sistema di segnali, che possono essere standard oppure studiati ad hoc da ogni gruppo, il giocatore può comunicare agli altri le proprie azioni senza interrompere la recitazione.

Ad esempio nel popolare gioco di ruolo Vampiri un giocatore che incroci le braccia sul petto indicherà che in quel momento sta utilizzando una "disciplina", un potere che lo rende invisibile; potrà pertanto osservare ed ascoltare quello che altri giocatori stanno dicendo, ma questi ultimi dovranno sempre agire come se lui non fosse presente, questo fino a che il giocatore "invisibile" non segnalerà, disincrociando le braccia, di avere smesso di usare la disciplina.

## Tipologie di giochi
I giochi di ruolo dal vivo più diffusi in Italia sono quelli di ambientazione fantasy, su modello di popolari giochi come Dungeons & Dragons e Vampiri, versione dal vivo del gioco di ruolo Vampiri: la masquerade. Tuttavia, sin dai primi anni del 2000, anche in Italia la scena ha iniziato un progressivo distacco da questi riferimenti più popolari per esplorare temi, generi e ambientazioni sempre diversi: fantascienza (soprattutto distopie e post-apocalisse), fiabesco, storico, contemporaneo.
Di solito le sessioni di gioco durano poche ore, ma non sono rari incontri che si protraggono per più giorni, svolti generalmente nel periodo estivo, i più famosi e conosciuti.
Gli eventi di gioco di ruolo dal vivo più famosi in Europa sono il Gathering in Inghilterra, la Drachenfest e il ConQuest in Germania, l'Avatar in Belgio.
Contando migliaia di partecipanti la realtà italiana è molto attiva ma altrettanto frammentata in decine di associazioni e organizzazioni differenti; non ci sono ancora veri eventi di carattere nazionale in grado di attrarre giocatori provenienti da diverse associazioni, e i tentativi in questo senso hanno avuto un successo solo parziale.
In ogni caso gli eventi italiani più importanti coinvolgono alcune centinaia di partecipanti (come per gli eventi di Chaos League) a circa 1200 per quelli più grandi organizzati da Battle for Vilegis.
In Italia vengono spesso organizzate fiere e manifestazioni, in cui diverse associazioni di giochi di ruolo dal vivo espongono i loro programmi e propongono sessioni dimostrative per chiunque sia interessato ad avvicinarsi a questo tipo d'esperienza. Tra queste spicca Lucca Comics & Games, il più importante evento italiano del settore ludico.
Attualmente il record italiano di associazioni riunite per un evento appartiene alla Festa dell'Unicorno, manifestazione medievalfantasy in cui nel luglio del 2011 si riunirono 16 club di gioco di ruolo dal vivo.
La prima associazione di LARP creata in Italia è GRVitalia, che ha sede in Toscana

## Freeform Larp
Nell'ultima decina d'anni, nei giochi di ruolo dal vivo si è diffuso il termine "freeform", termine derivato dai giochi di ruolo da tavolo che non hanno un sistema fisso di regole, ma vengono create in genere dal master come generiche linee guida, cercando di dare in questo modo massima libertà interpretativa ai giocatori. 
Originariamente tale termine serviva a descrivere quei LARP con sistemi di regole, quasi sempre minime, "autoprodotti" dagli stessi registi e giocatori.
Successivamente "freeform" ha assunto un significato talmente generico da essere associato a qualsiasi tipo di gioco di ruolo dal vivo con l'esclusione dei LARP più diffusi come quelli fantasy o Vampiri e che non sia collegato in termini di regole a un gioco di ruolo cartaceo. Pur predatando il gioco di ruolo dal vivo comunemente inteso, anche i murder party (giochi teatrali che coinvolgono il pubblico nel ruolo di investigatori in un giallo interattivo con gli attori come indiziati) sono considerati una forma di LARP.
La scrittura dei relativi scenari è oggetto ogni anno di un concorso pubblico a Lucca Comics and Games, il "Gloria Sadun".
Le manifestazioni più importanti sono il Mittlepunkt in Germania e il Knudepunkt in Danimarca, Norvegia, Svezia e Finlandia.
Esistono infine diverse filosofie di intendere questo genere di Larp, tra i più importanti ricordiamo i Jeepform, il movimento sperimentale norvegese, e il movimento finlandese di immersione interpretativa.